# ポベ
ポベ（フランス語: Pobè）はベナンの都市である。プラトー県の県都である。

## 地理
ベナンの南東部に位置し、ナイジェリアとの国境近くにある。

## 経済
この地域で栽培されている作物は、トウモロコシ、キャッサバ、黒目豆（ササゲ）、ヤムイモ、サツマイモ、ピーナッツ、パーム油、綿花、野菜などがある。自給農業が中心である。